# Propeller (album)
Propeller is een album van de Amerikaanse indierockband Guided by Voices.
Het was dit album dat Guided by Voices zijn definitieve status als indieband gaf. Oorspronkelijk zou Propeller het laatste werk van de band zijn vanwege onder andere geldproblemen, maar het werd juist zeer succesvol. Ondanks dat Propeller voor een belangrijk deel is opgenomen in een professionele studio, werd er toch gebruikgemaakt van 4-track cassettes en lo-fi-opnametechnieken. Zanger Robert Pollard zag het album oorspronkelijk als reactie op het lied Supper's ready van Genesis.
Het eerste nummer bevat een in scène gezette opname van een nooit gehouden concert. De bandleden zelf schreeuwden "G-B-V!", wat later werd gekopieerd, waardoor het leek alsof de band speelde voor een groot publiek. Tijdens Guided by Voices' afscheidsconcert werd deze intro van het album opnieuw, ditmaal wel echt, opgenomen voor een groot publiek.
De eerste 500 lp's werden uitgegeven door de band zelf. Ieder hoesje had een uniek ontwerp, gemaakt door de bandleden en familie en vrienden. Hierdoor gingen de albums later voor soms duizenden dollars per stuk van de hand.

## Tracklist
| Nr. | Titel                          | Duur |
| --- | ------------------------------ | ---- |
| 1.  | Over the Neptune/Mesh Gear Fox | 5:41 |
| 2.  | Weedking                       | 2:39 |
| 3.  | Particular Damaged             | 1:59 |
| 4.  | Quality of Armor               | 2:37 |
| 5.  | Metal Mothers                  | 3:18 |
| 6.  | Lethargy                       | 1:20 |

| Nr. | Titel                            | Duur |
| --- | -------------------------------- | ---- |
| 1.  | Unleashed! The Large-Hearted Boy | 1:59 |
| 2.  | Red Gas Circle                   | 1:25 |
| 3.  | Exit Flagger                     | 2:19 |
| 4.  | 14 Cheerleader Coldfront         | 1:31 |
| 5.  | Back to Saturn X Radio Report    | 1:33 |
| 6.  | Ergo Space Pig                   | 2:48 |
| 7.  | Circus World                     | 2:40 |
| 8.  | Some Drilling Implied            | 1:40 |
| 9.  | On the Tundra                    | 2:38 |